# 今枝外二
今枝 外二（いまえだ そとに、1901年（明治34年）9月24日 - 1978年（昭和53年）9月18日）は、昭和期の華族（男爵）。

## 経歴
加賀藩重臣今枝家当主今枝直規の子として生まれる。1942年3月10日、父の死去に伴い男爵を襲爵した。
日本郵船に勤務した。

## 親族
- 前妻：範子（水野忠亮の四女）
- 後妻：文子（前田利彭の長女）
- 長男：義雄